# Lliri de Sant Pere
El lliri de Sant Pere, lliri bord, calabruixa o pipiu blanc (Ornithogalum narbonense L.) és una planta perenne del gènere Ornithogalum, dins la família de les asparagàcies, que viu a erms i garrigues de la conca mediterrània i en particular, als Països Catalans, a les illes de Mallorca, Menorca, Eivissa i Formentera.
Els seus bulbs tenen propietats diürètiques i laxants.
Es reconeix per la seva inflorescència que és un raïm allargat de flors. Les altres espècies del gènere tenen la inflorescència en forma de falsa umbel·la (corimbe), pel que no és possible la confusió. (Vegeu, per exemple, el vicaris, per comparar).
És una herba de trenta a setanta centímetres d'alçada, amb un bulb subterrani i fulles allargades amb forma d'espasa. Floreix d'abril a juny. Les peces florals són de color blanc per dintre i amb una línia verda per defora. Les flors van obrint-se de forma seqüencial de baix cap a dalt de tal manera que cada dia només hi ha algunes flors obertes del conjunt de la inflorescència. Els fruits queden erectes. Viu a camps secs, voreres de camins i terrenys rocallosos.